# Libra (jednotka hmotnosti)

Označení pro libru

Libra nebo funt (zkr. lb [v USA také #], latinsky libra nebo pondus, anglicky pound, německy Pfund, francouzsky livre, italsky lira, španělsky a portugalsky libra, rusky фунт, nizozemsky pond(e)) je stará jednotka hmotnosti odvozená z latinského libra pondo „[římská] libra váhy“, a pondus = „váha“, „zatížení“, „hmotnost“. Měla různé hodnoty podle času a místa používání. Je to půl kilogramu neboli setina centu (setina váhy 50 kg). Historické míry se od toho odchylují, například anglický pfund – libra, se běžně používá ve stávající angloamerické měrné soustavě jako pound a má přibližně 454 gramů, nebo lékárnická hmotnostní míra, trojská libra, má přibližně 373 gramů, česká libra měla 513 g. V Německu se používá pod názvem Pfund (zkratka Pfd., Pf. nebo lb).

## Dnešní jednotky

### Pfund v německém jazykovém prostoru
V Německu je jednotka pfund chápána jako 500 gramů a to podle definice bývalého celního spolku z roku 1858. Byla přizpůsobena metrické soustavě a stále se v hovorovém jazyku používá, hlavně u potravin (halbes Pfund, Viertelpfund), ve Švýcarsku méně. V Německu se používá také pro tělesnou hmotnost. Tento pfund však není ani jednotkou soustavy SI, ani není při obchodním a úředním jednání, podle německého „zákona o jednotkách a čase“ (Einheiten- und Zeitgesetz), přípustný.
V Rakousku se výraz Pfund používá jen zřídka. Místo toho jsou běžné kilogramy a dekagramy (10 gramů) – v hovorové řeči běžně známé jako kilo a deka.

### Angloamerickýpound
Anglická libra (anglicky pound – výslovnost [paund]) je základní jednotkou angloamerické měrné soustavy. Tato měrná jednotka se používá:
- jako váhová jednotka v obchodě avoirdupois (av.): 1 pound = 1 libra (lb.) je průměrně 16 uncí (oz.) = 453,592 37 g[2] (přesně) ≈ 0,454 kg (zaokrouhleno)⇒ 1 kilogram ≈ 2,204 622 6 lb.av. (přepočteno, zaokrouhleno)

Od toho je třeba odlišovat troy pound, měrnou jednotku pro jemné farmaceutické vážení,
- jako jednotka pro jemné lékárnické vážení (Troy and Apothecaries’ Weight): 1 pound = 1 lb.t. = 1 lb.ap. = 12 uncí (oz.ap) = 144⁄175 lb. av. ≈ 0,373 kg (zaokrouhleno) ⇒ 1 kilogram ≈ 2,681 lb.ap. (převedeno, zaokrouhleno)

Zkratka lb (z latinského libra), synonymum lbm nebo lbm, se ve Spojených státech amerických často vyskytuje v množném čísle jako lbs (1 lb, 2 lbs  atd.).
U trubek je podle amerického standardu pevnost v tlaku udávána v psi nebo lbs, přičemž lbs per square inch znamená libry na čtvereční palec, přesněji síla libry na čtvereční palec (Pound-force per square inch). Tímto způsobem je také udáván i tlak v pneumatikách.

## Historické jednotky
Libra karolínské říše sahá až do starověké římské libry (na které jsou založeny zkratky Lb., lb., lb, ℔. nebo ℔ ). Římská váhová jednotka, libra, která se odvažovala rovnovážně, odpovídala protiváze 12 uncí (unciae). měla hmotnost přibližně 327 g (hodnoty v literatuře kolísají mezi 322,6 g až 328,9 g). Starověká římská mina, odpovídala 16 uncím, takže byla o třetinu těžší (asi 436 g). Za Karla Velikého byla základní jednotka pro měření hmotnosti nově určena. Karolínská libra (pondus Caroli) měl asi 406,5 gramů.

### Obchodní váhové jednotky
Ve středověku a v raném novověku byla libra běžným měřítkem hmotnosti v celé Evropě, ale její hmotnost se často lišila od města k městu. Zatímco libra v Norimberku měla dobrých 510 gramů, ve Würzburgu to bylo 480 gramů a v Berlíně jen asi 467 gramů.
„Na krámě“ měla 1 libra = 16 uncí = 32 lotů = 128 kvintlíků = 512 váhových feniků (Pfenniggewicht) = 1024 váhových haléřů (Hellergewicht).
Na národních a mezinárodních trzích stříbra, zlata, platiny a dalších drahých kovů, případně drahokamů, se používá Troyská unce (přibližně 31,1 gramu)

### Lékárenské váhové jednotky
Pro určování hmotnosti v medicíně a farmacii měla norimberská lékárnická libra  přibližně 358 g, v dělení 1 lb = 12 uncí = 24 lotů = 96 drachem (nebo kvintlíků) = 288 skruplů = 576 obolů = 5760 grainů.
V rakouských korunních zemích se k tomuto účelu používala vídeňská lékařská libra (Wiener Medizinal-Pfund). Měla kolem 420 g, dělila se na 12 uncí. Jedna unce měla 2 loty a 1 lot měl 4 kvintlíky (nebo drachmy). Tři skruple odpovídaly jednomu kvintlíku. Nejmenší jednotkou byl grain, přičemž jeden grain měl přibližně stejnou hmotnost jako zrnko pepře, což odpovídá ekvivalentu 0,073 gramů. 20 grainů odpovídalo jednomu skrupulu. Běžná vídeňská obchodní libra měla přibližně 560 gramů. Zhruba od poloviny 19. století se ve farmaceutickém průmyslu používají desítkové metrické jednotky (pro britského nebo amerického lékárníka je to však stále libra, troy pound).

### Libra jako kusová míra
Libra se také užívala jako kusová míra. V některých městech označoval množství 8 nebo také 240.
V Norimberku 1 libra = 240 kusů.
V Řezně (Regensburg) 1 libra soli = 8 šilinků = 240 plátků (Scheiben) 
V Řezně se kusová míra používala také pro měření množství soli.

### Libra jako míra plochy
Libra jako míra plochy byla v Rakousku běžná kolem Vídně. Prokazují to zápisy v katastrech nemovitostí.
1 libra vinice = 80 vídeňských čtverečních sáhů (3,597 m²) = asi 287 metrů čtverečních
10 liber = 800 vídeňských čtverečných sáhů = ½ jitra (niederösterreichisches Joch)

## Přepočet historických jednotek
- libra britská imperiální – 0,453 592 338 kg; jen nepatrně se liší od současné libry avoirdupois zavedené roku 1959
- libra česká = 0,513 kg; 120 liber tvoří centnýř, tj. 61,56 kg
- libra celní = 0,5 kg
- libra lékárnická = 0,420 045 kg
- libra lodní (dánská) = 160 kg
- libra moravská = 0,559 kg
- libra pražská = 0,514 kg
- libra slezská = 0,530 kg
- libra vídeňská = 0,560 060 kg
- libra ruská = 0,409 kg
- libra římská = 0,327 450 kg

## Pfund v přeneseném slova smyslu
V přeneseném smyslu znamená „pfund“ schopnost nebo talent člověka (v narážce na biblické podobenství o svěřených hřivnách (talentech) v Matoušovi 25.14–28). Pojem talent označuje jak určité množství stříbra tak i nadání.
Slovo pfundig, odvozené od „Pfund“, bylo módním vyjádřením jazyka mládeže kolem roku 1900. V některých částech Bavorska se tento výraz zachoval ve smyslu skvělý, úžasný, jedinečný. Výraz Pfundskerl (slušný, milý, drahý, schopný člověk) se používá po celém Německu dodnes. V americkém jazyce Amish je „Pfunder“ manažerem a je v angličtině často zaměňován s výrazem „founder“ (zakladatel). I zde však je významem slova biblické využití slova talent.